# Franciszek Rychnowski

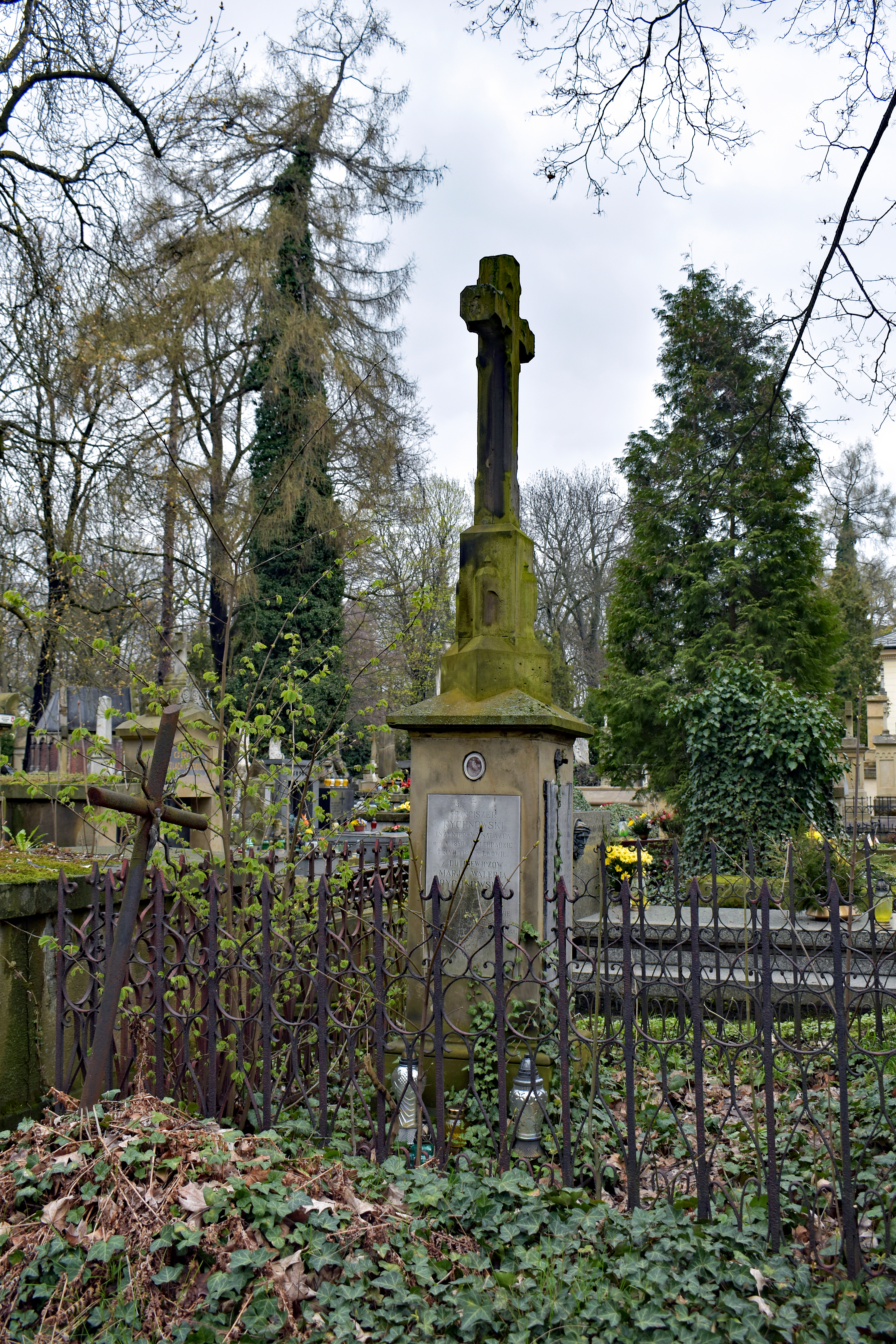
Grób Franciszka Rychnowskiego na cmentarzu Rakowickim

Franciszek Rychnowski, Franciszek Dionizy de Welehrad Rychnowski, używający pseudonimu Iks won Chyr (nazwisko zapisane wspak) (ur. 3 października 1850 w Velehradzie na Morawach, zm. 3 lipca 1929 we Lwowie) – polski przedsiębiorca, inżynier, fizyk, fotograf oraz wynalazca. Był właścicielem 21 patentów austriackich, węgierskich i niemieckich na kotły opałowe, urządzenia klimatyzacyjne oraz elektryczne. Postulował istnienie uznanego za wytwór pseudonauki elektroidu.

## Rodzina
Pochodził ze staroszlacheckiego rodu polskiego emigranta na Morawach herbu Arma; ze związku ojca Antoniego Rychnowskiego oraz matki Józefy z domu Juepfer. Był żonaty z nauczycielką Marią.

## Życiorys

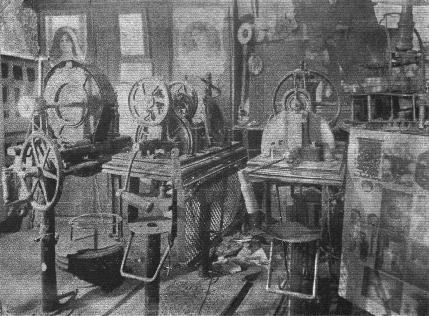
Maszyna Rychnowskiego wytwarzająca elektroid.

Nauki pobierał w konwikcie OO. Pijarów w Lipniku koło Ołomuńca, a następnie podjął studia na Wydziale Mechanicznym Politechniki w Wiedniu. Już w młodości interesował się fizyką, głównie kaloryką (nauką o właściwościach ciepła), elektryką oraz fototechniką.
Pierwszy wynalazek, aparat kaloryczny redukujący spalanie paliwa, opatentował w 1878 roku otrzymując na Światowej Wystawie w Paryżu wielki srebrny oraz pierwszy złoty medal Francuskiej Akademie Nationale, otrzymując również dyplom jej członka honorowego. Opracowana przez niego technologia znalazła zastosowanie w ogrzewaniu budynków oraz w piwowarstwie umożliwiając zużywanie niecałego sągu spalanego drzewa w czasie jednej warki piwa, zamiast sześciu sągów zużywanych dotychczas. Dzięki tej innowacji w 1875 roku otrzymał od hrabiego Zamojskiego zlecenie modernizacji browaru w Krasiczynie.
Około 1877 roku zamieszkał we Lwowie. Od tego momentu przez większość życia mieszkał w śródmieściu w prywatnej kamienicy przy ulicy Chorążczyzny (obecnie Czajkowskiego) nr 15,  gdzie jego żona Maria Rychnowska prowadziła Prywatne Żeńskie Seminarium Nauczycielskie. Do miasta ściągnął go marszałek krajowy, książę Adam Sapieha. Na jego zlecenie Rychnowski skonstruował system wentylacji w nowym budynku lwowskiego parlamentu. W 1879 zbudował dynamoelektryczne maszyny przeznaczone dla oświetlenia sali sejmowej w nowo powstającym gmachu Sejmu Krajowego we Lwowie, na które uzyskał cesarsko-królewski patent. Dzięki wdrożeniom swoich projektów Rychnowski stał się znanym inżynierem zyskując szereg nowych zleceń, m.in. usprawnił papiernię w Czerlanach oraz rezydencję Habsburgów w Czerniowcach.
W Rumunii wprowadził szereg innowacji w systemach grzewczych na zamku Sinaia otrzymując za to złoty medal zasługi Serviciu Credinciosu I klasy od króla Rumunii Karola I. Zbudował również w pełni zautomatyzowaną kuchnię w Jassach oraz pracował nad udoskonaleniami technicznymi cerkwi Trzech Prałatów. W 1888 roku Rychnowski jako pierwszy zainstalował kaloryfery do ogrzewania krakowskich Sukiennic.
W latach 90. XIX wieku Franciszek Rychnowski opatentował i opisał w „Czasopiśmie Technicznym” piec do centralnego ogrzewania mieszkań. Był pracownikiem Szkoły Politechnicznej we Lwowie oraz członkiem Towarzystwa Politechnicznego we Lwowie. W 1902 roku na wystawie Towarzystwa Politechnicznego przedstawiał swoje wyroby. W 1918 roku w czasie wojny polsko-ukraińskiej Rychnowski został komendantem Straży Obywatelskiej Miasta Lwowa.
Zmarł w 1929 roku we Lwowie i pochowany został w kwaterze 11 na cmentarzu Rakowickim w Krakowie.

### Elektroid

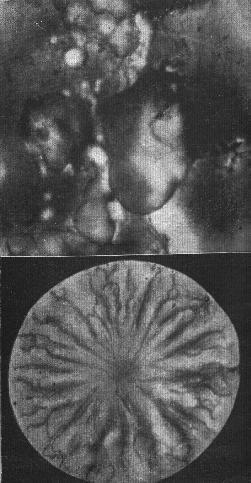
Sfery plazmy Rychnowskiego.

W 1891 zaobserwował anomalie elektryczne, a w 1896 do dalszych badań nad nimi stworzył maszynę dzięki której, jak twierdził, odkrył nieznaną materię będącą nową formą energii, którą nazwał elektroid. O swoim odkryciu w tym samym roku poinformował światowe Akademie Umiejętności w Petersburgu, Rzymie, Sztokholmie, Filadelfii i Krakowie. Odkrycie zdobyło międzynarodowy rozgłos i pisała o nim prasa naukowo-technicza w Europie m.in. Revue du Monde Invisible, Die ûebersinnt. Welt, La Radiographie, Psychologische Studien, Electrical Engineer oraz prasa popularna np. Le Radical. O inżynierze Rychnowskim oraz elektroidzie pisało również szereg polskich tytułów. Jako pierwszy wydarzenie opisał "Kurjer Warszawski", a później także "Tygodnik Ilustrowany", "Czas", "Kosmos", "Krytyka" i wiele innych. W swoich tygodniowych kronikach 2, 16 i 30 lipca 1899 roku odkrycie wspomniał również Bolesław Prus. Tak Tygodnik Ilustrowany opisywał pozyskiwanie elektroidu:

Z machiny elektroid wypływa z szelestem przez rurkę; odczuwa się przytem orzeźwiający zapach i chłodny powiew. Przedmioty, włożone w rurkę, wyrzucane zostają z taką siłą, że wybijają otwór w przeponie papierowej. W ciemni elektroid wypływa w postaci kulki świetlnej. Znajdujące się w bliskości próżne okrągłe naczynia jaśnieją wtedy światłem księżycowym, wykazują przybytek wagi, przyciągają inne naczynia i przedmioty, wykazują na koniec podwójny ruch: obrót około własnej osi i około snopka światła. Elektroid jest materyą bardzo subtelną, lecz zdaje się ważką; wywiera ciśnienie na ścianki naczynia, można go też nazbierać i w naczyniu przez kilka dni przechowywać. Padając pod kątem na płytę, elektroid odbija się pod tym samym kątem w postaci widocznego snopka światła, jednocześnie wytwarza na płycie promienistą gwiazdę, której skraine promienie odkrywają się i zmieniają w świecące kuleczki. Na płytę fotograficzną elektoid działa nawet przez ciała, nieprzenikliwe dla zwykłego światła

Rychnowski porównywał elektroid do eteru posiadającego energię, która tylko wówczas jest skuteczna i może oddziaływać na inne ciała, gdy na swojej drodze napotka jakąś przeszkodę która go uaktywni. Koncepcja elektroidu w późniejszym okresie została nazwana także koncepcją eteroidu. W założeniu odkrywcy eteroid to energia życiowa, będąca podstawą wszystkich zjawisk fizycznych. Później podobne koncepcje głosili również inni naukowcy Henri Bergson - élan vital oraz Wilhelm Reich z orgonem, które wraz z teorią inż. Rychnowskiego uchodzą obecnie za pseudonaukę nie udowodnioną naukowo. Już w momencie publikacji w mediach wytworzyła się na ten temat polemika. Pracownię wynalazcy we Lwowie odwiedził wówczas inny sławny polski wynalazca - Jan Szczepanik, a proces tworzenia elektroidu obserwowała komisja inżynierów z Politechniki Lwowskiej. Nie potrafili oni jednak zająć jednoznacznego stanowiska na ten temat z powodu utajnienia przez inż. Rychnowskiego kulisów całego procesu oraz szczegółów konstrukcyjnych urządzenia.
Z dystansem do wynalazku podchodził również Szczepanik, który uczestniczył w pokazach dla dziennikarzy organizowanych przez Rychnowskiego. Stwierdził, że do niektórych efektów uzyskiwanych przez wynalazcę nie potrzeba wcale nowej, tajemniczej siły gdyż można je wytłumaczyć na gruncie konwencjonalnej nauki jednocześnie przyznał jednak, że pewnych rzeczy nie jest w stanie wyjaśnić nie mając dostępu do źródłowych danych. Szczepanika irytowała atmosfera tajemnicy i sensacji tworzona wokół elektroidu przez media oraz samego wynalazcę. Jednak nigdy jednoznacznie nie potwierdził ani nie przekreślił on prawdziwości teorii elektroidu. Rychnowski do końca życia utrzymywał swój sekret w tajemnicy zabierając go do grobu i dlatego towarzyszące wynalazkowi kontrowersje również dzisiaj mogą stać się przedmiotem polemiki.

## Publicystyka oraz wydawnictwa[14]
W latach 20. XX wieku opublikował pod pseudonimem i nakładem własnym dwie książki, w których opisywał pewne kontrowersyjne teorie. W książce Mane tekel fares. 44 wspomnienia z przeszłości. Fragmenty wyników z czterdziestoletnich zabiegów leczniczych pod akademicką nazwą kurfuszerstwa, szarlatanerii i oszukańczej sugestii opisuje swoją metodę leczniczą, a w książce Omnia in sole. Reminiscencje naukowe swoje naukowe hipotezy. Publikacje sygnował palindromem "Iks won Chyr" utworzonym od swojego nazwiska Rychnowski.
- Iks won Chyr, Mane Tekel Fares. XXXXIV wspomnienia z przeszłości. Fragmenty wyników z czterdziestoletnich zabiegów leczniczych pod akademicką nazwą kurfuszerstwa, szarlatanerji i oszukańczej sugestji, Lwów, 1922, nakładem autora
- Iks won Chyr, Omnia in sole. Reminiscencje naukowe, Lwów, 1922, nakładem autora
- Iks won Chyr, Popularny krytyczny pogląd na istotę nauki ścisłej,[sic!] i jej wyniki społeczne, Lwów, 1924, nakładem autora
- Iks won Chyr, Die universelie Kraftprototipe "Eteroid", Lwów, 1924, z tłoczarni Wydawnictwa Polskiego
- Iks won Chyr, Czy istnieje dusza nieśmiertelna?, Lwów, ok. 1925
- Rychnowski de Welehrad Franciszek, Geneza odkrycia eteroidu i jego dalsza historja, Lwów, 1926, Drukarnia Polska

## Upamiętnienie
Nazwisko Franciszka Rychnowskiego, lwowskiego inżyniera i wynalazcy, wielokrotnie pojawia się w fantastycznych opowiadaniach Andrzeja Pilipiuka. Powieść Pilipiuka (napisana pod pseudonimem Tomasz Olszakowski) Wynalazek inżyniera Rychnowskiego, którego fabuła jest osnuta wokół wynalazku Rychnowskiego, jest jedną z kontynuacji serii Pan Samochodzik .